# Agrotis dislocata
Agrotis dislocata là một loài bướm đêm thuộc họ Noctuidae. Đây là loài đặc hữu của các đảo Niihau, Kauai, Oahu, Molokai, Maui, Lanai, Hawaii và Laysan thuộc quần đảo Hawaii.